# Туреччина на пісенному конкурсі Євробачення
Туреччина брала участь у Євробаченні з 1975 року. Тоді представниця країни Семіха Янки з піснею «Seninle bir dakika» посіла останнє місце, набравши 3 бали. Настільки ж низький результат повторився 1983 та 1987 року, коли Туреччина набирала 0 балів.
Успішних результатів Туреччина стала досягти тільки з 1997 року, коли Шебнем Пакер з піснею «Dinle» посіла 3 місце. У 2003 році країна вперше здобула перемогу на конкурсі. Перемогу принесла Сертаб Еренер з піснею «Everyway That I Can». 4-ті місця здобули рок-гурт «Athena» у 2004, Кенан Догулу у 2007 та Хадісе у 2009 роках. 2-е місце Туреччина посіла у 2010 році, коли країну представляв нью-метал гурт maNga. У 2011 році Туреччина вперше не пройшла у фінал конкурсу і посіла лише 13-е місце в півфіналі.
14 грудня 2012 року місцевий канал TRT офіційно оголосив про припинення участі Туреччини у Євробаченні з 2013 року. Основною причиною неучасті Туреччини є незадоволення системою голосування, яка існує та статусом країн "Великої п'ятірки". Наступного року Туреччина не повернулася до участі у конкурсі, а 14 травня 2014 голова комітету з закордонних справ у турецькому парламенті Волкан Бозкир повідомив, що Туреччина більше не виступатиме на Євробаченні.
7 лютого 2015 року Туреччина виразила зацікавленість у поверненні на конкурс у 2016 році. Країна збиралася підтвердити свою участь у конкурсі, але 3 листопада 2015 року TRT оголосив, що Туреччина не повернеться на Євробачення. Очікувалося, що країна повернеться на Євробачення у 2017 році. Але все ж 24 жовтня 2016 року було офіційно оголошено, що Туреччини не буде на Євробаченні-2017.

## Учасники Євробачення від Туреччини
Умовні позначення
     Переможець
     Друге місце
     Третє місце
     Четверте місце
     П'яте місце
     Останнє місце
     Автоматичний фіналіст
     Не пройшла до фіналу
     Не брала участі
| 1975                              | Semiha Yankı                                 | Seninle Bir Dakika       | 19                         | 3                          |                 |                 |                 |                 |
| Не брала участь в 1976-1977 роках |                                              |                          |                            |                            |                 |                 |                 |                 |
| 1978                              | Nilüfer and Nazar                            | Sevince                  | 18                         | 2                          |                 |                 |                 |                 |
| 1979                              | Не брала участь                              | Не брала участь          | Не брала участь            | Не брала участь            | Не брала участь | Не брала участь | Не брала участь | Не брала участь |
| 1980                              | Ajda Pekkan                                  | Petrol                   | 15                         | 23                         |                 |                 |                 |                 |
| 1981                              | Ayşegül Aldinç и Modern Folk Trio            | Dönme Dolap              | 18                         | 9                          |                 |                 |                 |                 |
| 1982                              | Neco                                         | Hani?                    | 15                         | 20                         |                 |                 |                 |                 |
| 1983                              | Четин Алп & The Short Waves                  | Opera                    | 19                         | 0                          |                 |                 |                 |                 |
| 1984                              | Beş Yıl Önce, On Yıl Sonra                   | Halay                    | 12                         | 37                         |                 |                 |                 |                 |
| 1985                              | MFÖ                                          | Didai Didai Dai          | 14                         | 36                         |                 |                 |                 |                 |
| 1986                              | Klips ve Onlar                               | Halley                   | 9                          | 53                         |                 |                 |                 |                 |
| 1987                              | Seyyal Taner and Lokomotif                   | Şarkım Sevgi Üstüne      | 22                         | 0                          |                 |                 |                 |                 |
| 1988                              | MFÖ                                          | Sufi                     | 15                         | 37                         |                 |                 |                 |                 |
| 1989                              | Pan                                          | Bana Bana                | 21                         | 5                          |                 |                 |                 |                 |
| 1990                              | Каяхан                                       | Gözlerinin Hapsindeyim   | 17                         | 21                         |                 |                 |                 |                 |
| 1991                              | İzel Çeliköz, Reyhan Karaca and Can Uğurluer | İki dakika               | 12                         | 44                         |                 |                 |                 |                 |
| 1992                              | Aylin Vatankoş                               | Yaz Bitti                | 19                         | 17                         |                 |                 |                 |                 |
| 1993                              | Burak Aydos                                  | Esmer Yarim              | 21                         | 10                         |                 |                 |                 |                 |
| 1995                              | Arzu Ece                                     | Sev!                     | 16                         | 21                         |                 |                 |                 |                 |
| 1996                              | Şebnem Paker                                 | Beşinci Mevsim           | 12                         | 57                         |                 |                 |                 |                 |
| 1997                              | Şebnem Paker                                 | Dinle                    | 3                          | 121                        |                 |                 |                 |                 |
| 1998                              | Tüzmen                                       | Unutamazsın              | 14                         | 25                         |                 |                 |                 |                 |
| 1999                              | Tuğba Önal                                   | Dön Artık                | 16                         | 21                         |                 |                 |                 |                 |
| 2000                              | Pınar Ayhan                                  | Yorgunum Anla            | 10                         | 59                         |                 |                 |                 |                 |
| 2001                              | Sedat Yüce                                   | Sevgiliye Son            | 11                         | 41                         |                 |                 |                 |                 |
| 2002                              | Safir                                        | Leylaklar Soldu Kalbinde | 16                         | 29                         |                 |                 |                 |                 |
| 2003                              | Сертаб Еренер                                | Everyway That I Can      | 1                          | 167                        |                 |                 |                 |                 |
| 2004                              | Athena                                       | For Real                 | 4                          | 195                        | −               | −               |                 |                 |
| 2005                              | Гюлсерен                                     | Rimi Rimi Ley            | 13                         | 92                         | −               | −               |                 |                 |
| 2006                              | Sibel Tüzün                                  | Süperstar                | 11                         | 91                         | 8               | 91              |                 |                 |
| 2007                              | Kenan Doğulu                                 | Shake It Up Şekerim      | 4                          | 163                        | 3               | 197             |                 |                 |
| 2008                              | Mor ve Ötesi                                 | Deli                     | 7                          | 137                        | 7               | 85              |                 |                 |
| 2009                              | Hadise                                       | Düm Tek Tek              | 4                          | 177                        | 2               | 172             |                 |                 |
| 2010                              | MaNga                                        | We could be the same     | 2                          | 170                        | 1               | 118             |                 |                 |
| 2011                              | Yüksek Sadakat                               | Live It Up               | Не вдалося кваліфікуватися | Не вдалося кваліфікуватися | 13              | 47              |                 |                 |
| 2012                              | Джан Бономо                                  | Love Me Back             | 7                          | 112                        | 5               | 80              |                 |                 |
| Не брала участь в 2013-2025 роках |                                              |                          |                            |                            |                 |                 |                 |                 |

## Галерея

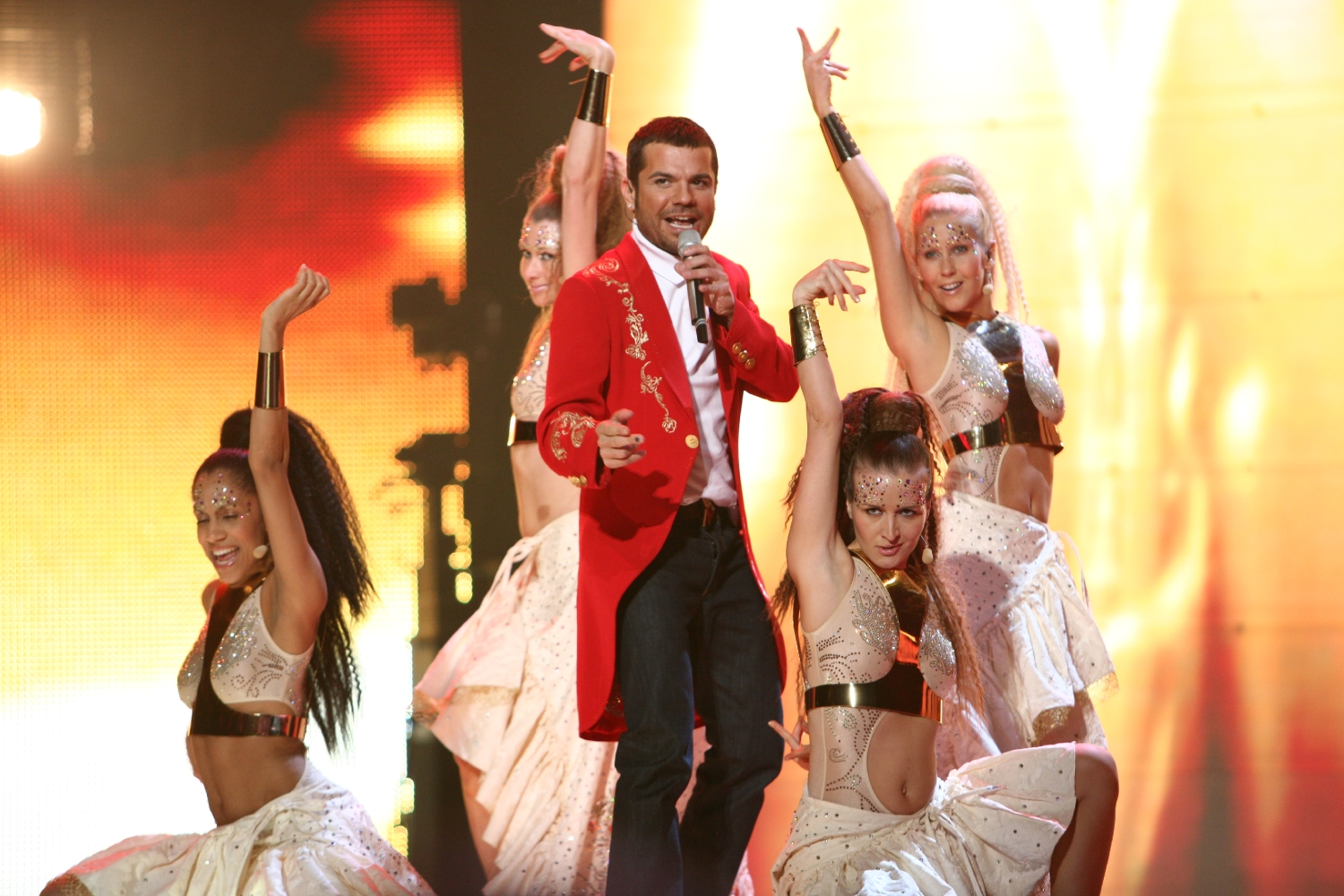
Кенан Догулу у Гельсінкі (2007)
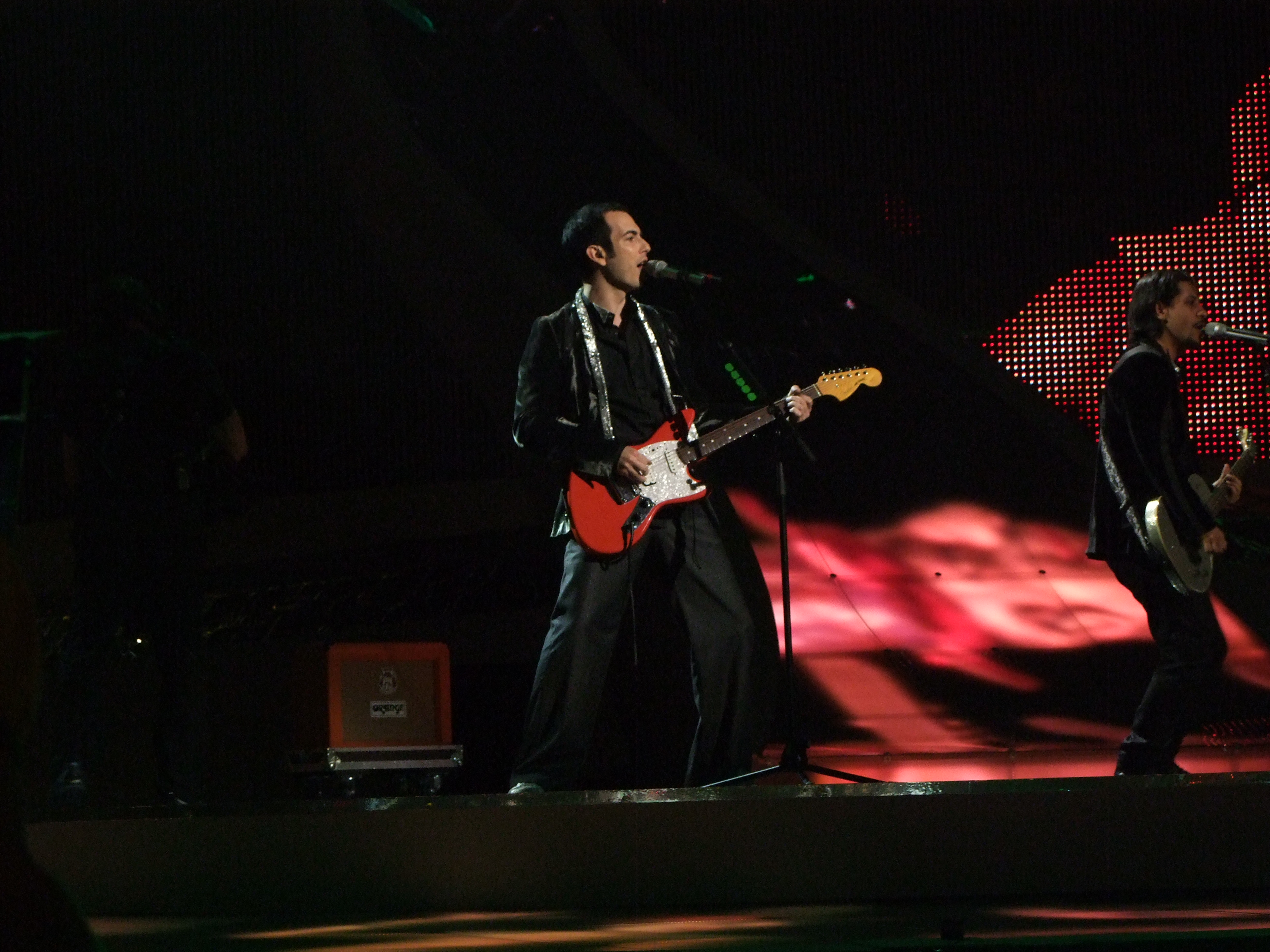
Mor ve Ötesi у Белграді (2008)
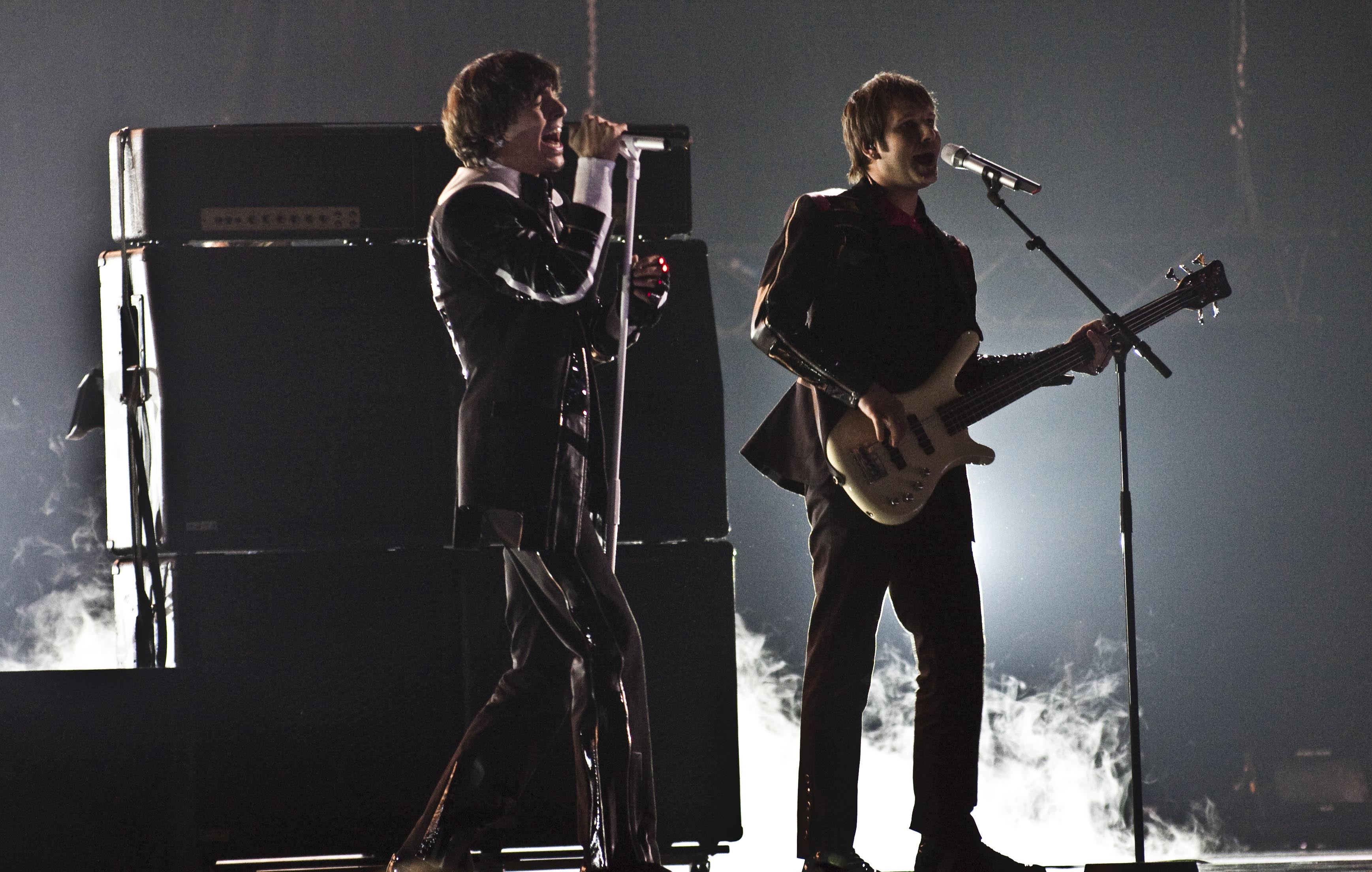
maNga в Осло (2010)

## Статистика голосувань (1975–2011)
| Туреччина віддала найбільшу кількість балів: | Туреччина віддала найбільшу кількість балів: | Туреччина віддала найбільшу кількість балів: |
| №                                            | Країна                                       | Бали                                         |
| -------------------------------------------- | -------------------------------------------- | -------------------------------------------- |
| 1                                            | Велика Британія                              | 126                                          |
| 2                                            | Боснія і Герцеговина                         | 119                                          |
| =                                            | Ірландія                                     | 119                                          |
| 3                                            | Іспанія                                      | 118                                          |
| 4                                            | Німеччина                                    | 86                                           |
| 5                                            | Югославія                                    | 80                                           |

| Туреччина отримала найбільшу кількість балів від: | Туреччина отримала найбільшу кількість балів від: | Туреччина отримала найбільшу кількість балів від: |
| №                                                 | Країна                                            | Бали                                              |
| ------------------------------------------------- | ------------------------------------------------- | ------------------------------------------------- |
| 1                                                 | Німеччина                                         | 162                                               |
| 2                                                 | Франція                                           | 146                                               |
| 3                                                 | Нідерланди                                        | 124                                               |
| 4                                                 | Швейцарія                                         | 101                                               |
| 5                                                 | Бельгія                                           | 101                                               |